# Алессандро Дзанарді
Алессандро «Алекс» Дзанарді (італ. Alessandro "Alex" Zanardi; нар. 23 жовтня 1966, Болонья, Італія) — італійський автогонщик та парацикліст.
Дзанарді двічі став чемпіоном у північноамериканській серії CART. Це сталося у сезонах 1997—1998 років. Також він виступав в чемпіонаті Формула-1, де не досяг визначних результатів.
Широку відомість Алессандро здобув через повернення до змагань після втрати обох ніг у наслідок аварії.
У вересні 2012 року Дзанарді виграв дві золоті та одну срібну медаль на Літніх Паралімпійських Іграх у Лондоні у змаганнях парациклістів.